# Reklîneț, Sokal
Reklîneț (în ucraineană Реклинець) este localitatea de reședință a comunei Reklîneț din raionul Sokal, regiunea Liov, Ucraina.

## Demografie
Componența lingvistică a localității Reklîneț
     Ucraineană (99,94%)
     Alte limbi (0,06%)
Conform recensământului din 2001, majoritatea populației localității Reklîneț era vorbitoare de ucraineană (99,94%), existând în minoritate și vorbitori de alte limbi.